# Isle au Haut (Maine)
Isle au Haut ist eine Town im Knox County des Bundesstaates Maine in den Vereinigten Staaten. Im Jahr 2020 lebten dort 92 Einwohner in 152 Haushalten auf einer Fläche von 293,195 km².

## Geografie
Nach dem United States Census Bureau hat Isle au Haut eine Gesamtfläche von 293,19 km², von der 32,43 km² Land sind und 260,76 km² aus Gewässern bestehen.

### Geografische Lage
Die Town Isle au Haut umfasst mehrere Inseln in der Penobscot Bay des Atlantischen Ozeans. Zu den größeren und bekannteren Inseln gehören: Great Spoon Island, Isle au Haut, Kimball Island und York Island. Auf der Insel Isle au Haut befindet sich der Long Pond. Die Oberfläche ist eben, ohne nennenswerte Erhebungen. Etwa die Hälfte der Insel Isle au Haut gehört zum Acadia-Nationalpark.

### Nachbargemeinden
Alle Entfernungen sind als Luftlinien zwischen den offiziellen Koordinaten der Orte aus der Volkszählung 2010 angegeben.
- Norden: Stonington, Hancock County, 4,7 km
- Nordosten: Swans Island, Hancock County, 20,9 km
- Osten: Frenchboro, Hancock County, 42,3 km
- Südwesten: Matinicus Isle, 42,9 km
- Westen: Vinalhaven, 18,6 km
- Nordwesten: North Haven, 36,4 km

### Stadtgliederung
In Isle au Haut gibt es zwei Siedlungsgebiete: Isle au Haut und Lookout.

### Klima
Die mittlere Durchschnittstemperatur in Isle au Haut liegt zwischen −6,8 °C (20 °Fahrenheit) im Januar und 20,6 °C (69 °Fahrenheit) im Juli. Damit ist der Ort gegenüber dem langjährigen Mittel der USA um etwa 6 Grad kühler. Die Schneefälle zwischen Oktober und Mai liegen mit bis zu zweieinhalb Metern mehr als doppelt so hoch wie die mittlere Schneehöhe in den USA; die tägliche Sonnenscheindauer liegt am unteren Rand des Wertespektrums der USA.

## Geschichte
Isle au Haut erhielt ihren Namen von Samuel de Champlain, der im Jahr 1604 die Inseln der Penobscot Bay erreichte. „Au Haut“ bedeutet „hohe Insel“ und der Name geht darauf zurück, dass er und auch später Captain John Smith Isle au Haut als höchste Insel der Penobscot Bay angesehen haben. Die Besiedlung startete im Jahr 1792, als sich mit Peletiah Barter und seinen Brüdern Henry und William die ersten Siedler auf Isle au Haut niederließen.
Die Town Isle au Haut wurde am 28. Februar 1874 als eigenständige Town organisiert, zuvor gehörte das Gebiet zur Town Deer Isle. Im Jahr 1913 wurde die Town, die zunächst, bis 1786 zum Lincoln County gehörte, vom Hancock County dem Knox County zugeordnet.
Bereits bevor Champlain auf seiner Entdeckungsreise im Jahr 1604 die Penobscot Bay und auch Isle au Haut erreichte und erforschte, nutzten Indianer die Inseln. Muschelbänke an den Stränden zeugen von dieser Nutzung. Um 1880 wurde auch Isle au Haut als Sommerort touristisch erschlossen und eine Sommerkolonie wurde gegründet. Ein Teil der Insel wurde im Jahr 1943 an das Bundesland Maine gespendet und dieses Land ist heute in den Acadia-Nationalpark eingegliedert. Die andere Hälfte der Insel gehört privaten Eigentümern. Im Sommer erreichen etwa 7000 Gäste die Insel.

### Einwohnerentwicklung
| Volkszählungsergebnisse – Town of Isle au Haut, Maine | Volkszählungsergebnisse – Town of Isle au Haut, Maine | Volkszählungsergebnisse – Town of Isle au Haut, Maine | Volkszählungsergebnisse – Town of Isle au Haut, Maine | Volkszählungsergebnisse – Town of Isle au Haut, Maine | Volkszählungsergebnisse – Town of Isle au Haut, Maine | Volkszählungsergebnisse – Town of Isle au Haut, Maine | Volkszählungsergebnisse – Town of Isle au Haut, Maine | Volkszählungsergebnisse – Town of Isle au Haut, Maine | Volkszählungsergebnisse – Town of Isle au Haut, Maine | Volkszählungsergebnisse – Town of Isle au Haut, Maine |
| Jahr                                                  | 1800                                                  | 1810                                                  | 1820                                                  | 1830                                                  | 1840                                                  | 1850                                                  | 1860                                                  | 1870                                                  | 1880                                                  | 1890                                                  |
| ----------------------------------------------------- | ----------------------------------------------------- | ----------------------------------------------------- | ----------------------------------------------------- | ----------------------------------------------------- | ----------------------------------------------------- | ----------------------------------------------------- | ----------------------------------------------------- | ----------------------------------------------------- | ----------------------------------------------------- | ----------------------------------------------------- |
| Einwohner                                             |                                                       |                                                       |                                                       | 102                                                   |                                                       |                                                       |                                                       |                                                       | 274                                                   | 206                                                   |
| Jahr                                                  | 1900                                                  | 1910                                                  | 1920                                                  | 1930                                                  | 1940                                                  | 1950                                                  | 1960                                                  | 1970                                                  | 1980                                                  | 1990                                                  |
| Einwohner                                             | 182                                                   | 160                                                   | 102                                                   | 89                                                    | 97                                                    | 82                                                    | 68                                                    | 45                                                    | 57                                                    | 46                                                    |
| Jahr                                                  | 2000                                                  | 2010                                                  | 2020                                                  | 2030                                                  | 2040                                                  | 2050                                                  | 2060                                                  | 2070                                                  | 2080                                                  | 2090                                                  |
| Einwohner                                             | 79                                                    | 73                                                    | 92                                                    |                                                       |                                                       |                                                       |                                                       |                                                       |                                                       |                                                       |

## Kultur und Sehenswürdigkeiten

### Bauwerke
In Isle au Haut wurde zwei Bauwerke unter Denkmalschutz gestellt und ins National Register of Historic Places aufgenommen. Die Lageplätze der Archäologischen Stätten werden vom Denkmalamt nicht bekannt gegeben.
Bauwerke
- Gooden Grant House 2013 unter der Register-Nr. 13000926[10]
- Isle Au Haut Light Station 1988 unter der Register-Nr. 87002265[11]

## Wirtschaft und Infrastruktur

### Verkehr
Auf die Insel gelangt man mit dem Isle au Haut Boat Service. Auf der Insel Isle au Haut gibt es lokale Straßen.

### Öffentliche Einrichtungen
Es gibt keine medizinischen Einrichtungen oder Krankenhäuser in Isle au Haut. Die nächstgelegenen befinden sich in Rockland und Camden.
In Isle au Haut befindet sich die Revere Memorial Library in der Town Hall.

### Bildung
Die Isle au Haut School bietet Schulklassen von Kindergarten bis zum 8. Schuljahr auf der Insel Isle au Haut an.

## Persönlichkeiten

### Persönlichkeiten, die vor Ort gewirkt haben
- Linda Greenlaw (* 1960), Autorin